# Fioravanti Kite
La  Fioravanti Kite è una concept car realizzata dall'azienda italiana Fioravanti ed esposta nel 2004 al Salone di Ginevra.

## Caratteristiche
La Kite è una proposta del carrozziere torinese per l'ottimizzazione dello spazio interno, oltre che per saggiare il gradimento del pubblico e della principali Case automobilistiche nei confronti di nuove soluzioni stilistiche e tecnologiche, come per esempio i fari a led.

La Kite presentava una carrozzeria a due volumi e a tre porte piuttosto imponente, specie per quanto riguarda gli ingombri in larghezza (1.894 metri), voluti appunto per offrire il meglio dal punto di vista dell'abitabilità per i passeggeri. La sensazione di imponenza è data anche dalla ridotta altezza della vettura, che la fa sembrare più lunga di quanto non sia. Nonostante ciò, la Fioravanti ha raggiunto un ottimo livello di abitabilità interna. In generale, sono state utilizzate linee spigolose miste a curve e non mancano elementi stilistici davvero particolari, come i fari anteriori a led costituiti da una fila di luci che percorre la sommità dei parafanghi anteriori, partendo dal fascione anteriore fino alla sommità dei passaruota. Tali gruppi ottici svolgono anche la funzione di proiettori laterali per l'illuminazione delle curve. Sulla fiancata è presente un originale motivo a forma di "Z" che parte dal passaruota posteriore e si protende in avanti fino alla base del montante anteriore. A proposito dei montanti, questi formano un tutt'uno con il tetto, di colore scuro che taglia rispetto al chiaro corpo vettura della concept presentata a Ginevra. Il tetto, in particolare, è assai leggero poiché è costituito da una lamiera di acciaio altoresistenziale forata e forma una sorta di "vela" (da cui il nome di Kite) che si prolunga fino ad integrare i montanti posteriori, mentre nella zona anteriore assume una forma triangolare, sempre tipica delle vele da surf. L'effetto vela è dato anche dal fatto che il tetto non si trova sullo stesso piano del suo punto di raccordo con il parabrezza e con le altre superfici vetrate e dà quindi l'impressione di essere in realtà una sorta di grosso lembo di tessuto appoggiato sopra l'auto. I montanti posteriori integrano a loro volta un altro gruppo di luci a led, posti ai lati del grande portellone. 

All'interno dell'abitacolo, la vera particolarità sta ne sistema di allacciamento delle cinture a quattro punti: un sensore di presenza della persona sul sedile avvia un meccanismo che porge la parte superiore e quella inferiore delle cinture all'occupante, al quale non resta che allacciare le fibbie senza dover contorcersi sul sedile stesso.